# ITF Bad Saulgau
Das ITF Bad Saulgau (offiziell: Knoll Open) war ein Tennisturnier des ITF Women’s Circuit, das in Bad Saulgau, Deutschland, auf Sandplatz ausgetragen wurde.

## Siegerliste

### Einzel
| Jahr                   | Siegerin             | Finalgegnerin            | Ergebnis       |
| ---------------------- | -------------------- | ------------------------ | -------------- |
| ↓ Kategorie: $10.000 ↓ |                      |                          |                |
| 2000                   | Susi Fortun Lohrmann | Tina Plivelitsch         | 6:1, 6:74, 6:4 |
| 2001                   | Lisa Fritz           | Zuzana Kučová            | 6:1, 6:0       |
| 2002                   | Anna-Lena Grönefeld  | Ivana Zupa               | 6:3, 6:4       |
| 2003                   | Ana Timotic          | Tina Schiechtl           | 4:6, 6:2, 7:5  |
| 2004                   | Gréta Arn            | Tanja Ostertag           | 6:4, 6:2       |
| 2005                   | Darija Jurak         | Vanja Čorović            | 6:1, 6:0       |
| 2006                   | Anastasija Sevastova | Josipa Bek               | 6:1, 6:0       |
| ↓ Kategorie: $25.000 ↓ |                      |                          |                |
| 2007                   | Ana Jovanović        | Kathrin Wörle            | 7:5, 4:6, 7:5  |
| 2008                   | Lucie Hradecká       | Carmen Klaschka          | 6:1, 4:6, 6:4  |
| 2009                   | Andrea Hlaváčková    | Ana Jovanović            | 6:4, 6:4       |
| 2010                   | Lenka Juríková       | Elise Tamaëla            | 6:4, 6:2       |
| 2011                   | Raluca Olaru         | Tatjana Malek            | 3:6, 6:3, 7:5  |
| 2012                   | Mervana Jugić-Salkić | Carina Witthöft          | 6:2, 6:4       |
| 2013                   | Réka-Luca Jani       | Patricia Mayr-Achleitner | 7:64, 6:3      |
| 2014                   | Maryna Zanevska      | Gabriela Cé              | 6:0, 6:4       |
| 2015                   | Romina Oprandi       | Cristina Dinu            | 6:3, 6:3       |
| 2016                   | Tamara Korpatsch     | Jasmine Paolini          | 6:2, 6:3       |
| 2017                   | Elena-Gabriela Ruse  | Chiara Scholl            | 6:1, 6:2       |
| 2018                   | Laura Siegemund      | Alexandra Cadanțu        | 6:4, 6:2       |
| 2019                   | Sara Sorribes Tormo  | Katharina Gerlach        | 7:64, 6:1      |

### Doppel
| Jahr                   | Siegerinnen                               | Finalgegnerinnen                        | Ergebnis           |
| ---------------------- | ----------------------------------------- | --------------------------------------- | ------------------ |
| ↓ Kategorie: $10.000 ↓ |                                           |                                         |                    |
| 2000                   | Zuzana Hejdová Petra Novotnikova          | Liz Finlayson Rewa Harriman             | 6:0, 6:4           |
| 2001                   | Renata Kučerová Zuzana Kučová             | Gabriela Navrátilová Lenka Novotná      | kampflos           |
| 2002                   | Blanka Kumbárová Gabriela Navrátilová     | Jana Macurová Lenka Novotná             | 6:2, 6:0           |
| 2003                   | Christina Fitz Kathrin Wörle              | Antonia Matic Lydia Steinbach           | 6:2, 6:1           |
| 2004                   | Franziska Etzel Christina Fitz            | Nicole Seitenbecher Eveline Widiger     | 6:4, 6:3           |
| 2005                   | Ivanna Isarailova Jelena Tschalowa        | Darija Jurak Sandra Martinović          | 6:4, 4:6, 6:4      |
| 2006                   | Josipa Bek Lydia Steinbach                | Martina Babáková Linda Smoleňáková      | 6:4, 6:3           |
| ↓ Kategorie: $25.000 ↓ |                                           |                                         |                    |
| 2007                   | Simona Dobrá Tereza Hladíková             | Iveta Gerlová Lucie Kriegsmannová       | 2:6, 6:4, 6:2      |
| 2008                   | Simona Dobrá Tereza Hladíková             | Anna Floris Claudine Schaul             | 6:1, 4:6, [10:8]   |
| 2009                   | Hanne Skak Jensen Johanna Larsson         | Darija Jurak Yurika Sema                | 6:2, 6:3           |
| 2010                   | Elise Tamaëla Scarlett Werner             | Ana Jovanović Anna Zaja                 | 6:1, 4:6, [10:7]   |
| 2011                   | Maria Abramović Nicole Clerico            | Catalina Castaño Mariana Duque Mariño   | 6:3, 5:7, [10:7]   |
| 2012                   | Rocío de la Torre-Sánchez Nicole Rottmann | Anastassija Piwowarowa Laura Thorpe     | 7:5, 6:1           |
| 2013                   | Laura-Ioana Andrei Elena Bogdan           | Barbora Krejčíková Kateřina Siniaková   | 6:711, 6:4, [10:8] |
| 2014                   | Diana Buzean Arabela Fernández Rabener    | Hilda Melander Rebecca Peterson         | 7:5, 6:3           |
| 2015                   | Diana Buzean Cristina Dinu                | Despina Papamichail Maria Sakkari       | 2:6, 6:3, [10:8]   |
| 2016                   | Irina Maria Bara Olexandra Koraschwili    | Nicola Geuer Anna Zaja                  | 7:5, 4:6, [10:4]   |
| 2017                   | Anna Kalinskaja İpek Soylu                | Nicoleta-Cătălina Dascălu Cristina Dinu | 6:2, 6:2           |
| 2018                   | Albina Xabibulina Hélène Scholsen         | Lea Bošković Chiara Scholl              | 6:2, 6:4           |
| 2019                   | Georgina García Pérez Sara Sorribes Tormo | Xenija Laskutowa Marina Melnikowa       | 6:3, 6:1           |

## Quelle
- ITF Homepage